# Arzttruppkraftwagen
Der Arzttruppkraftwagen ist ein Fahrzeug des Sanitätsdienstes im Zivil- sowie Katastrophenschutz in Deutschland. Er wurde vom Bund und teilweise auch von anderen Körperschaften beschafft. Er wird nicht mehr ausgeliefert, ist aber vereinzelt noch anzutreffen.

## Kurzbezeichnung
Die Bezeichnung Arzttruppwagen wird korrekt als ArztKW abgekürzt. Diese Abkürzung wurde durch das Bundesamt für Zivilschutz (heute: Bundesamt für Bevölkerungsschutz und Katastrophenhilfe) festgelegt, das ihn ursprünglich für den Sanitätszug beschafft und ausgestattet hat.

## Normung
Der ArztTrKW ist nicht DIN-genormt, jedoch gibt es für Arzttruppkraftwagen im Bundeseigentum eine Stärke- und Ausstattungsnachweisung (STAN) des Bundes. Solange das Fahrzeug noch als Bundesfahrzeug geführt wird, ist die Ausrüstung gemäß Bundes-STAN als Mindestausstattung vorzuhalten.

## Aufgaben
Der Arzttruppkraftwagen erfüllt folgende Hauptaufgaben:
- Zum Mannschaftstransport verfügt das Fahrzeug neben Fahrer- und Beifahrersitz über eine dahinterliegende viersitzige Bank, also Platz für insgesamt sechs Personen (den sogenannten Arzttrupp).
- Der Aufbau eines Behandlungsplatzes oder eines Teiles davon erfolgt mit dem mitgeführten Material.
- Mit einem Einbausatz im Laderaum zur Aufnahme von Krankentragen ist der Verletztentransport von vier liegenden Patienten möglich (rechts und links jeweils zwei). Diese Transportmöglichkeit dient nur als Behelf, mangels eines Begleitersitzes ist keine sichere Betreuung während der Fahrt möglich und der Transport ist daher nur in Extremfällen (Katastrophenfall oder Verteidigungsfall) zugelassen.
- Mit diesen Tragenhalterungen kann das stehende Fahrzeug als Behandlungsraum genutzt werden, auch wenn die Beladung etwas mühsam ist.
- Durch die Ausstattung mit einer Standheizung ist das Fahrzeug auch für längere Bereitstellungen als Aufenthaltsraum für die Besatzung geeignet.
- Die vorhandenen Fahrzeuge wurden nach dem Wegfall der bundeseinheitlichen Vorgaben für die Katastrophenschutzzüge[2] unterschiedlichen, teils neuartigen Verwendungen zugeführt. So schufen einige Länder die Möglichkeit, das Fahrzeug als Platzhalter für noch nicht beschaffte Betreuungslastkraftwagen zu verwenden. Dazu konnte es auf Kosten des Bundes mit einer Anhängerkupplung ausgestattet werden, um den Feldkochherd zu ziehen. Ähnliches gilt in einigen Bundesländern, in denen der Arzttruppkraftwagen als Platzhalter für den Gerätewagen Sanität (GW-San) dient. Die Arzttruppkraftwagen wurden für diese Zwecke an ihre neuen Aufgaben angepasst (s. u.).

## Geschichte und Verwendung
Das erste Mal wird der ArztTrKW im Oktober 1980 im Stärke- und Ausrüstungsnachweis Nr. 041 „Der Sanitätszug“ erwähnt. Ursprünglich gehörten zur Arztgruppe des Sanitätszugs nach STAN-Nr. 041 zwei Arzttruppkraftwagen. Die ersten Fahrzeuge (MB Typ L 407 D 7 35) wurden jedoch erst im Jahr 1983 beschafft und an Einheiten des erweiterten Katastrophenschutzes ausgeliefert. Weitere Fahrzeuge desselben Typs wurden in den Jahren 1985 bis 1987 beschafft. Im Jahr 1988 folgten Fahrzeuge des Typs MB 507 D-KA/37 und 1990 vom Typ MB 508 D-KA/37, 1992 erfolgt die letzte Beschaffung, diesmal auf Basis eines Fiat Ducato vom Typ 290 umgesetzt.
Der Arzttruppkraftwagen diente ursprünglich für Behandlungsstellen in der Zivilverteidigung und sollte damit eine Versorgung der Bevölkerung im Verteidigungsfall sicherstellen. Die Beladung gemäß Stärke- und Ausrüstungsnachweisung wurde darauf ausgerichtet, dass die Besatzung des Fahrzeuges damit eine eigenständige Hilfsstelle einrichten konnte und gegebenenfalls auch einen Verletztentransport in eigener Zuständigkeit durchführen konnte. Aus diesem Grund war jedem Arzttruppkraftwagen ein eigener Arzt zugewiesen. Nach dem Ende des Kalten Krieges wurde das Konzept neu überdacht.
Heute werden Arzttruppkraftwagen häufig in Schnelleinsatzgruppen (in der Regel Schnelleinsatzgruppen Sanitätsdienst) oder Einsatzeinheiten eingesetzt. Für die neuen Einsatzformen sind die vorhandenen Fahrzeuge eher untermotorisiert und die Gestaltung des Laderaums entspricht nicht dem mitzuführenden erweiterten Materialbedarf. Manche Hilfsorganisationen oder Bundesländer beschaffen daher mittlerweile andere Fahrzeugtypen, die den erhöhten Anforderungen gerecht werden. Zum Teil wurden die vorhandenen Arzttruppkraftwagen auch mit Regaleinbauten versehen oder weitergehend umgebaut, um die Fachdienstausstattung besser verladen zu können.

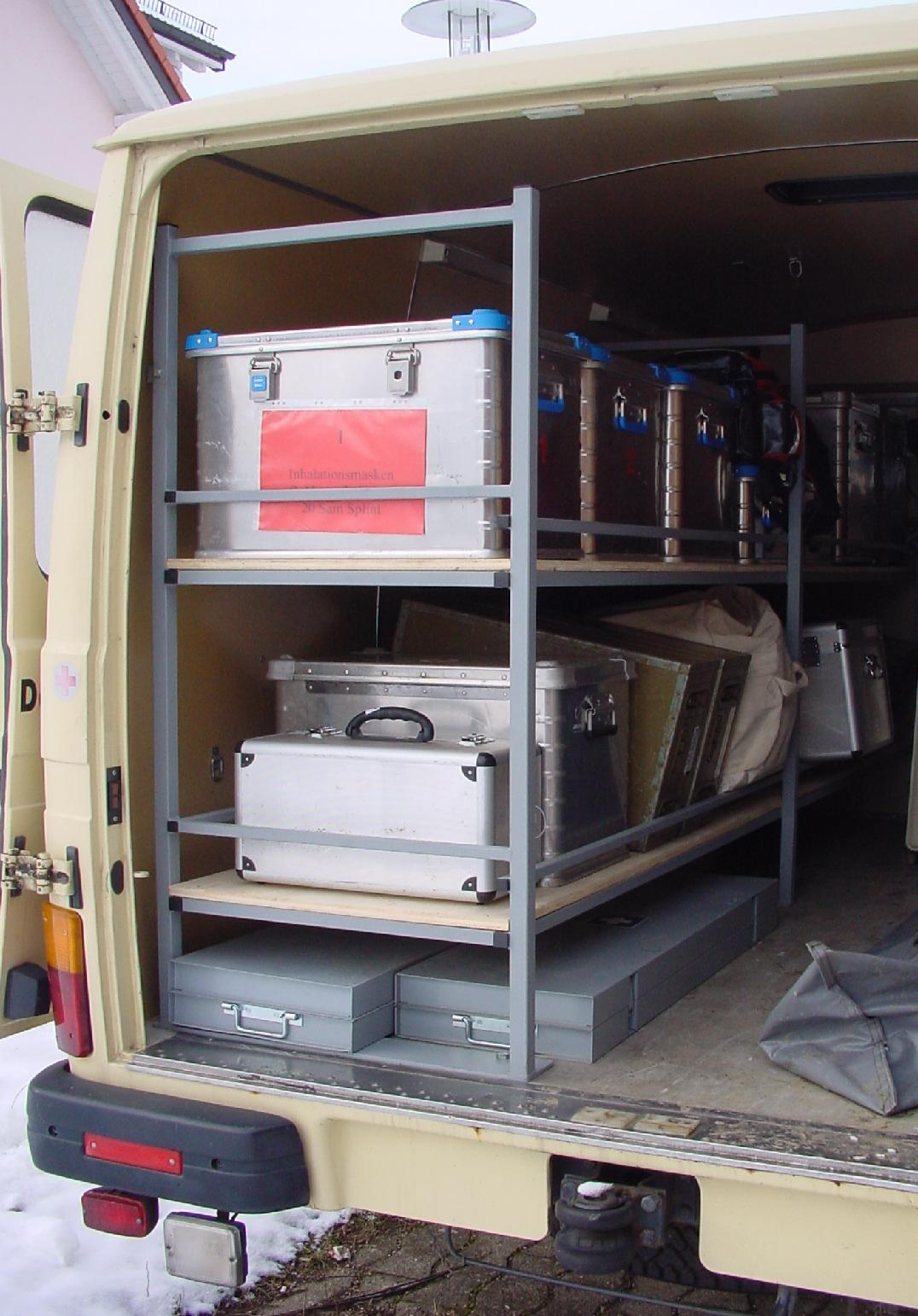
Regaleinbau

## Varianten
Manche Bundesländer oder Organisationen haben eigene Varianten entwickelt, die von den obigen Versionen des Bundes abweichen:

### Bayerische Variante
Zum Beispiel wurde der Arzttruppkraftwagen des Konzeptes Bayerischer Sanitätszug (1988) auf Basis eines Ford-Fahrgestelles aufgebaut, bot Platz für sechs Einsatzkräfte und war mit Material für ca. 20 Patienten sowie einem Sanitätszelt, Notstromaggregat, Tragen und Zubehör ausgerüstet. Dafür konnten keine Liegendpatienten im Fahrzeug aufgenommen werden. Von diesen Fahrzeugen wurden nur vereinzelt Exemplare ausgeliefert.

### Baden-Württembergische Variante
In Baden-Württemberg gab es die Typvariante eines Arzttruppwagen Land (AW-Land): Diese Fahrzeugvariante wird nicht mehr ausgeliefert. Es wurde gemäß Erlass des Innenministeriums Baden-Württemberg vom 23. Februar 1988 den Kreisverbänden zur Verfügung gestellt. Das zulässige Gesamtgewicht beträgt 5,6 Tonnen.